# الإلمام بالذكاء الاصطناعي
الإلمام بالذكاء الاصطناعي أو محو الأمية بالذكاء الاصطناعي أو المعرفة بكيفية توظيف الذكاء الاصطناعي هي القدرة على فهم التطبيقات المختلفة للذكاء الاصطناعي واستخدامها بشكل فعال ومراقبتها ونقد مختلف جوانبها. يٌقصد بالمصطلح عادةً تعليم عامة الناس ممّن يجهلون بالذكاء الاصطناعي واستخدامه مهارات التعامل معه وتوظيفه، وليس الأشخاص المهرة في هذا المجال.
إن الإلمام والوعي باستخدام الذكاء الاصطناعي أصبح ضرورة ملحّة لطلاب المدارس والجامعات بمختلف كلياتها في الوقت الحالي،  فنرى استخدامات الذكاء الاصطناعي في حياتنا اليومية متمثلة بمجموعة متنوعة من التطبيقات، بما في ذلك السيارات ذاتية القيادة، والمساعدين الافتراضيين كَـ سيري ومساعد غوغل، وتطبيقات الذكاء الاصطناعي التوليدي مثل ChatGPT، إذ أصبحت جزءاً أٍساسياً من الحياة في العصر الحديث، مما أدى لزيادة ضرورة إصدار أحكام واعية ومستنيرة مبنية على الوعي باستخدام الذكاء الاصطناعي من قبل مستخدمي هذه الأدوات. علاوةً على ذلك، فإنه من المرجح أيضًا أن يكون لمحو الأمية بالتعامل مع الذكاء الاصطناعي تأثير على فرص العمل المستقبلية للخريجين والطلاب.

## تعاريف
من أحد التعريفات الشائعة لمحو الأمية بالذكاء الاصطناعي هو أنه "مجموعة المهارات التي تمكن الأفراد من فهم تقنيات الذكاء الاصطناعي وتقييمها بشكل نقدي، والتواصل والتعاون بشكل فعال مع الذكاء الاصطناعي، بالإضافة لاستخدامه كأداة عبر الإنترنت، سواءً في المنزل، أو في مكان العمل." 
بينما جاءت لاحقاً تعاريف تصف محو الأمية بالذكاء الاصطناعي باعتباره القدرة على فهم التطبيقات المختلفة للذكاء الاصطناعي، واستخدامها، والتفكير النقدي في محتوياتها ومخرجاتها،  أو القدرة على استخدام الذكاء الاصطناعي وتقييمه وفهم أخلاقيات التعامل معه.
يرتبط محو الأمية بالذكاء الاصطناعي مع أشكال أخرى من محو الأمية، إذ تتطلب المعرفة باستخدام الذكاء الاصطناعي إلماماً بالتعامل مع الأنظمة الرقمية، كما تتداخل المعرفة العلمية، و الإلمام الحسابي، والإلمام بالتعامل مع البيانات معها بشكل كبير.

## فئات
يشمل محو الأمية بالذكاء الاصطناعي فئات متعددة، بما في ذلك الفهم النظري لآلية عمل برامج الذكاء الاصطناعي، واستخدام تقنياته، والتقييم النقدي له، ولأخلاقياته.

### معرفة و فهم الذكاء الاصطناعي
تُعرّف "معرفة وفهم الذكاء الاصطناعي" على انها الفهم الأساسي لما هو الذكاء الاصطناعي، وآلية عمل الخوارزميات المرتبطة به. يتضمن ذلك الإلمام بخوارزميات التعلم الآلي والقيود والتحيزات الموجودة في هذا النوع من الأنظمة،  كما يجب على المستخدمين الواعين والملمّين بالذكاء الاصطناعي أن يكونوا على دراية بالتقنيات المختلفة التي يُوظَّف فيها، بما في ذلك الأنظمة المعرفية والروبوتات والتعلم الآلي.

### استعمال وتوظيف الذكاء الاصطناعي
يُقصد باستعمال الذكاء الاصطناعي على انه القدرة على توظيف أدوات الذكاء الاصطناعي لحل المشكلات وأداء مهام مثل البرمجة وتحليل البيانات الضخمة.

### تقييم وإنشاء الذكاء الاصطناعي
يُقصد بالتقييم بأنه القدرة على تقييم جودة وموثوقية أنظمة الذكاء الاصطناعي بشكل نقدي. ويشير أيضًا إلى تصميم وبناء أنظمة ذكاء اصطناعي عادلة وأخلاقية. لإجراء التقييم الصحيح، يجب على المستخدمين أيضًا أن يكونوا على دراية بالمجالات التي يكون فيها الذكاء الاصطناعي قويًا، والمجالات التي يكون ضعيفاً فيها.

### أخلاقيات الذكاء الاصطناعي
يُعنى بِـأخلاقيات الذكاء الاصطناعي فهم الآثار الأخلاقية التي يفرضها الذكاء الاصطناعي، واتخاذ قرارات مستنيرة فيما يتعلق باستخدام هذه الأدوات. يتضمن هذا المجال اعتبارات من مثل:
- المساءلة : تحميل الجهات الفاعلة في مجال الذكاء الاصطناعي المسؤولية عن تشغيل أنظمة الذكاء الاصطناعي والالتزام بالمُثُل الأخلاقية.[4]
- الدقة: تحديد مصادر الخطأ وعدم اليقين في الخوارزميات وقواعد البيانات والإبلاغ عنها.[4]
- إمكانية التدقيق: تمكين أطراف أخرى من القيام بعمليات التدقيق وتقييم سلوك الخوارزمية من خلال تبادل المعلومات بشكل شفاف.[4]
- القدرة على التفسير : تأكد من إمكانية تقديم الأحكام الخوارزمية والبيانات الأساسية بلغة بسيطة ومفهومة.[4]
- العدالة: منع التحيزات والنظر في وجهات النظر المختلفة، [4] وللقيام بذلك، يجب زيادة تنوع الباحثين والنقاد في هذا المجال.[5]
- التركيز على الإنسان وسلامته : إعطاء الأولوية لسلامة الإنسان في تطوير الذكاء الاصطناعي ونشره.[4]
- الالتزام بمادئ حقوق الإنسان: التأكد من أن الخوارزميات التكنولوجية لا تنتهك حقوق الإنسان المعترف بها دوليًا.[4]
- الشمولية: جعل الذكاء الاصطناعي في متناول الجميع دون تمييز.
- التقدم: اختيار المبادرات ذات القيمة العالية.[4]
- المسؤولية والمساءلة والشفافية: تعزيز الثقة من خلال المسؤولية والمساءلة والعدالة.[4]
- المتانة والأمان: جعل أنظمة الذكاء الاصطناعي آمنة ومأمونة ومقاومة للتلاعب أو خرق البيانات.[4]
- الاستدامة: اختر التنفيذات التي تولد فوائد مفيدة طويلة الأمد.[4]

### تمكين الذكاء الاصطناعي
تعزيز فهم الناس بالذكاء الاصطناعي عبر تعليم وتطوير المعارف والمهارات المرتبطة به مثل البرمجة والإحصاء.

## تعزيز الإلمام بالذكاء الاصطناعي
نتيجةً للتطور الحاصل والمتسارع في أنظمة الذكاء الاصطناعي، أدركت العديد من الحكومات الحاجة إلى تعزيز الإلمام به، بما في ذلك بين البالغين، لذا تم نشر مثل هذه البرامج في الولايات المتحدة والصين وألمانيا وفنلندا . إذ تتكون البرامج الموجهّة لعامة الناس عادةً من وحدات دراسية قصيرة وسهلة الفهم عبر الإنترنت، أمّا البرامج المخصصة للأطفال فغالباً ما تكون مبنية على المشاريع، بينما غالبًا ما تعالج تلك الموجهّة للطلاب في الكليات الجامعية الاحتياجات المهنية المحددة والضرورية للطالب اعتمادًا على مجال دراسته.
بعيدًا عن المناهج و نُظم التعليم، من الممكن أيضًا تطوير المعرفة بالذكاء الاصطناعي في المجتمع، مثلاً في المتاحف.

### المدارس
تستخدم بعض المدارس أساليب تربوية متنوعة لتعزيز مهارات الوعي والإلمام بالذكاء الاصطناعي لدى الجيل الجديد. وتشمل:
- إجراء اختبار تورينج باستخدام وكيل ذكي
- إنشاء روبوتات الدردشة
- إنشاء تطبيقات باستخدام البرمجة المستندة إلى Blockly
- التعلم القائم على المشاريع
- بناء الروبوتات
- تصور البيانات
- تدريب نماذج الذكاء الاصطناعي

كما يمكن للمناهج التي تركز على الذكاء الاصطناعي ان تعزز فهم الطلاب لمواضيع مثل التعلم الآلي والشبكات العصبونية الصنعية والتعلم العميق.

#### دراسة حالة: برنامج DAILy
تم تطوير برنامج DAILy (Developing AI Literacy) من قبل معهد ماساتشوستس للتكنولوجيا وجامعة بوسطن بهدف زيادة الإلمام بالذكاء الاصطناعي واستخداماته بين طلاب المدارس المتوسطة في الولايات المتحدة الأمريكية. إذ تم تصميم البرنامج كورشة عمل مدتها 30 ساعة تتضمن مواضيع أساسية تعريفية بالذكاء الاصطناعي، والأنظمة المنطقية (أشجار القرار )، والتعلم الخاضع للإشراف ، والشبكات العصبونية ، والتعلم الحاسوبي ، والتزييف العميق ، ومولدات اللغة الطبيعية. حيث يقوم الطلاب بفحص مختلف الآثار الأخلاقية والاجتماعية والمهنية لكلٍ من تلك المواضيع.

### التعليم العالي
قبل العقد الثاني من القرن الحادي والعشرين، اقتصر تدريس الخوارزميات المرتبطة بالذكاء الاصطناعي على الدورات والمحاضرات في مجالات العلوم والتكنولوجيا والهندسة والرياضيات بشكل رئيسي. ولكن سرعان ما ظهرت مشاريع لزيادة الوعي والإلمام بهكذا تقنيات، وتحديدًا لتعزيز المعرفة بالذكاء الاصطناعي.
تبدأ معظم الدورات بوحدة دراسية واحدة أو أكثر تتناول أسئلة أساسية مثل: ما هو الذكاء الاصطناعي؟، ومن أين يأتي؟، وما الذي يمكنه فعله؟ وما لا يمكنه فعله؟، كما تتناول أيضًا مواضيع متعلقة به كـالتعلم الآلي، والتعلم العميق.

#### دراسة الحالة: جامعة فلوريدا
في جامعة فلوريدا في الولايات المتحدة الأمريكية، تم بذل محاولات لدمج شامل للذكاء الاصطناعي في المناهج الدراسية الجامعية لطلاب جميع التخصصات، فكان هدف هذه الخطوة هو تزويد طلاب هذه الجامعة بالمهارات اللازمة للدخول بقوة في أسواق عمل القرن الحادي والعشرين. وفي إطار هذا المشروع، تم تعيين أكثر من 100 عضو هيئة تدريس جديد، كما كان يُطلب من كل طالب أن يكمل دورة تدريبية في أساسيات الذكاء الاصطناعي بالإضافة إلى أُخرى في الأخلاقيات والمعلومات والتكنولوجيا، واختار كل طالب دورة إضافية من مجموعة متنوعة من الدورات في مختلف المجالات الأكاديمية، بما في ذلك الطب والأعمال، وحصل الذين أكملوا الدورات الثلاث بنجاح على شهادة رسمية.
كما رافق هذا التحول زيادة في توجّه الطلاب إلى التعلم العملي في الجامعة، إذ تم عقد عدد من الدورات بالتعاون مع منشآت الصناعة، حيث حاول الطلاب ومحترفو الصناعة حل المشكلات العملية معًا، وبمساعدة أدوات الذكاء الاصطناعي.
للإشراف على إنجاز البرنامج، تم تشكيل فريق لتحليل المناهج والدورات الدراسية الحالية والجديدة، ورسم خريطة لمجالات محو الأمية بالذكاء الاصطناعي التي تغطيها. تم تحديد كل دورة من خلال مجالات محو الأمية التي تتعلق بها، مما سمح للطلاب باختيار الدورات التي تناسبهم وللمسؤولين باكتشاف الثغرات أو العجز في مجالات معينة.

## اقرأ أيضا
- الذكاء الاصطناعي
- محو الأمية الرقمية
- أخلاقيات الذكاء الاصطناعي